# Blegny
Blegny es una comuna de la región de Valonia, en la provincia de Lieja, Bélgica. A 1 de enero de 2019 tenía una población estimada de 13 292 habitantes.

## Geografía
Se encuentra ubicada al sureste del país, en la región natural del país de Herve.

### Secciones del municipio
El municipio comprende los antiguos municipios, que se fusionaron en 1977:
| - Trembleur - Mortier - Barchon - Housse - Saive - Saint-Remy |

### Pueblos y aldeas del municipio
Loneux y Parfondvaux

## Demografía

### Evolución
Todos los datos históricos relativos al actual municipio, el siguiente gráfico refleja su evolución demográfica, incluyendo municipios después de efectuada la fusión el 1 de enero de 1977.
| Gráfica de evolución demográfica de Blegny entre 1846 y 2019 |
|                                                              |